# Драган Орест Іванович
Орест Іванович Драган (нар. 27 листопада 1887 — 1958) — педагог, отаман Української Галицької Армії.

## Життєпис
Народився 27 листопада 1887, у м. Серет (нині Румунія) в родині поштаря.
1898—1906 навчався у 2-й державній українсько-німецькій гімназії м. Чернівці.

### Служба в армії Австро-Угорщини
1906—1909 рр. здобував освіту в Терезіанській військовій академії у м. Вінер-Нойштадт.
Після закінчення якої отримав призначення на службу в 36 полк піхоти крайової оборони (м. Коломия) в ранзі лейтенанта. З листопада 1913 р. оберлейтенант (понадкомплектний) 22 полку піхоти крайової оборони (м. Чернівці), викладач Військової академії Франца-Йозефа у Відні.
З перших днів війни на російському фронті як оберлейтенант 3 компанії 22 полку піхоти крайової оборони. Вже в жовтні 1914 р. був поранений та потрапив в російський полон, де перебував в таборі військовополонених в м. Пенза. В грудні 1915 р. його як військового інваліда було звільнено в рамках взаємного обміну воєнними інвалідами. Воював на італійському фронті, відзначившись в битві під Салоніками. З 1916 р. повернувся до викладання в Військовій академії Франца-Йозефа у Відні, залишаючись (понадкомплектним) оберлейтенантом (з травня 1917 р. капітаном) 22 полку стрільців крайової оборони (з 1917 р. 22 полку стрільців). В 1918 р. командир відділу скорострілів 22 полку стрільців в Чернівцях.
Нагороджений пам'ятним хрестом 1912—1913, орденом залізної корони третього класу з військовою декорацією та з мечами, військовим ювілейним хрестом.

### Служба в УГА
Після розвалу Австро-Угорської монархії став на службу як сотник УГА в перших числах листопада 1918 року. 2 листопада 1918 року передав Січовим стрільцям свій склад зі скорострілами в Чернівцях. Після окупації Буковини румунськими військами перейшов до Галичини, де влився в лави Галицької Армії. 1 серпня 1919 іменований отаманом піхоти 5-го корпусу Галицької Армії. З червня 1919 року — командир старшин школи піхоти при Армійському вишколі Галицької Армії. Школа мала 6 старшин- інструкторів та 63 курсантів. 17.11.1919 р., у зв'язку з катастрофою УГА та окупацією м. Кам'янець-Подільський поляками, командир школи отаман О. Драґан оголосив курсантам про припинення навчання та ліквідацію школи, звільнивши курсантів від складеної ними присяги. Разом з рештою старшин О. Драґан попрямував в напрямку м. Нова Ушиця на з'єднання з полком УСС, до них прилучилися близько 20 підстаршин-курсантів; решта вирушии в напрямку Галичини в надії дістатися додому. Був інтернований поляками в таборі у Вадовицях під Краковом.

### Життя в міжвоєнний період
Після звільнення вернувся в Чернівці, вступив до університету і отримав ступінь ліценціата природничих наук, який давав право викладати в середній навчальних закладах як тимчасовий професор. Тож він працював тимчасовим професором природничих наук в ліцеї «Арон Пумнул» (колишня перша державна гімназія) в м. Чернівці до 1940 р. «Найпотунішою особистістю, яка справляла найтриваліший вплив на учнів, ба навіть на їхні наукові долі, був професор Орест Драґан» — свідчив академік Румунської Академії Наук В. Требіч, підкреслюючи, — «професор Драґан мав особливий педагогічний талант». Інший учень О. Драґана, закордонний член Академії Наук України А. Жуковський, згадував: «За мойого періоду єдиним професором-українцем був Орест Драґан, бувший сотник УГА, який викладав природознавство, був добрим педагогом і вимогливим до учнів. Крім своєї фаховості, він старався нахилити молодь до спартанського життя. За совєтського періоду він зазнав переслідування за свою українськість, за участь в УГА і в листопадових подіях 1918 р., коли Буковина короткотривало пробувала встановити українську владу».

### Останні роки життя
В 1941—1944 рр. О. Драґан викладав німецьку мову в Українській гімназії в Станиславові, що діяла в приміщенні колишньої ІІІ польської державної гімназії (кол. вул. Сапіжинська). Остання (прискорена) матура в цій гімназії відбулася в лютому 1944 р. Після війни мешкав в м. Радівці (Румунія). Помер і похований в Радівцях під хрестом з українським написом «Орест Драган, професор».